# 꺼우지엔역
꺼우지엔역 (베트남어: Ga Cầu Diễn / Ga 梂演)은 베트남 하노이 남뜨리엠군에 위치한 하노이 지하철 3호선의 철도역이다.

## 노선
- 하노이 지하철
  - 3호선